# Italiaanse lire
De Italiaanse lire (Italiaans: lira, meervoud lire) is de oude munteenheid van de Italiaanse Republiek. De naam is afgeleid van libra ("pond"). Ze werd niet alleen gebruikt in Italië zelf, maar ook in de buurlanden Vaticaanstad en San Marino. Op de lire stonden spraakmakende personen uit de Italiaanse geschiedenis. Vanwege jarenlange hoge inflatie stond de lire bekend als de minst waardevolle munt van West-Europa.
Er waren munten van 5 lire, 10 lire, 20 lire, 50 lire, 100 lire, 200 lire, 500 lire en 1000 lire. Munten van minder dan 50 lire werden de laatste jaren in de praktijk niet meer gebruikt. De munten werden geslagen door het Istituto Poligrafico e Zecca dello Stato. 
Er waren bankbiljetten van 1.000 lire, 2.000 lire, 5.000 lire, 10.000 lire, 50.000 lire, 100.000 lire en 500.000 lire.
In 2002 verving de euro de lire. De lire ging tegen een koers van 1936,27 lire versus 1 euro op in de nieuwe munt.
Bij de invoering van de euro werd bepaald, dat lires nog tien jaar, tot 28 februari 2012, inwisselbaar zouden zijn bij de Banca d'Italia. Maar tijdens de internationale financiële crisis van 2011 beëindigde interim-premier Mario Monti plotseling eind 2011 die mogelijkheid. Anderhalf miljard lires werden zo in een klap waardeloos. Enkele gedupeerden stapten naar de rechter, en in november 2015 bepaalde het Constitutioneel Hof, dat de regering deze beslissing niet had mogen nemen.

## Vaticaanse Lire
Officieel had Vaticaanstad tot 2001 een eigen munteenheid namelijk de Vaticaanse lire, deze stond echter 1:1 met de Italiaanse lire, waardoor deze munt ook buiten het Vaticaan te gebruiken was.

## San Marinese Lire
San Marino had tot 2001 officieel een eigen munteenheid, de San Marinese lire, deze stond ook 1:1 met de Italiaanse Lire en de Vaticaanse lire. Hierdoor was ook deze munteenheid te gebruiken buiten San Marino.

## Zie ook

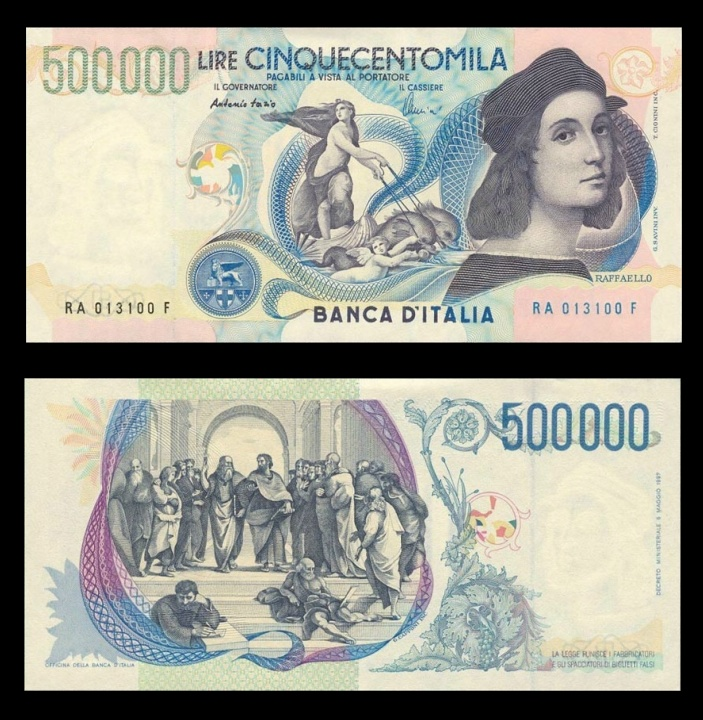
500.000 lire
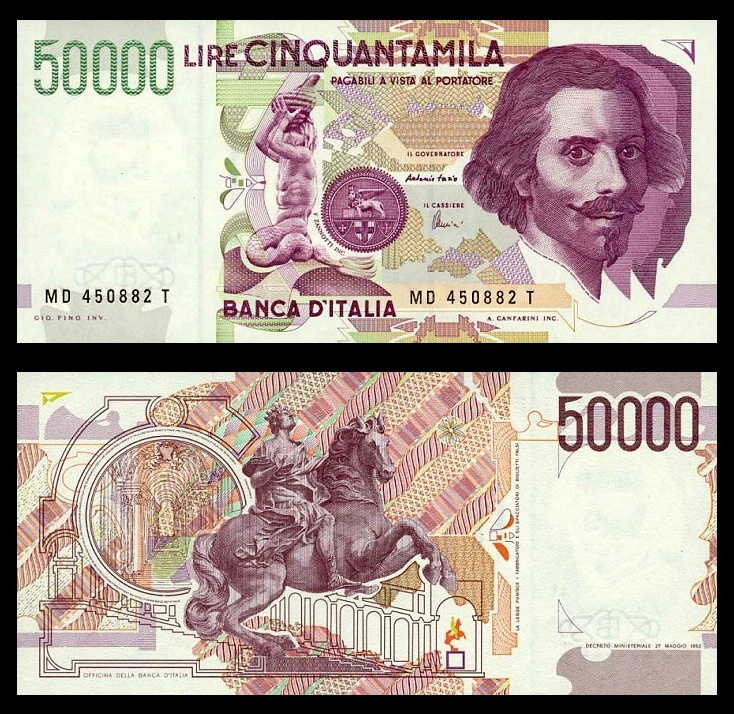
50.000 lire
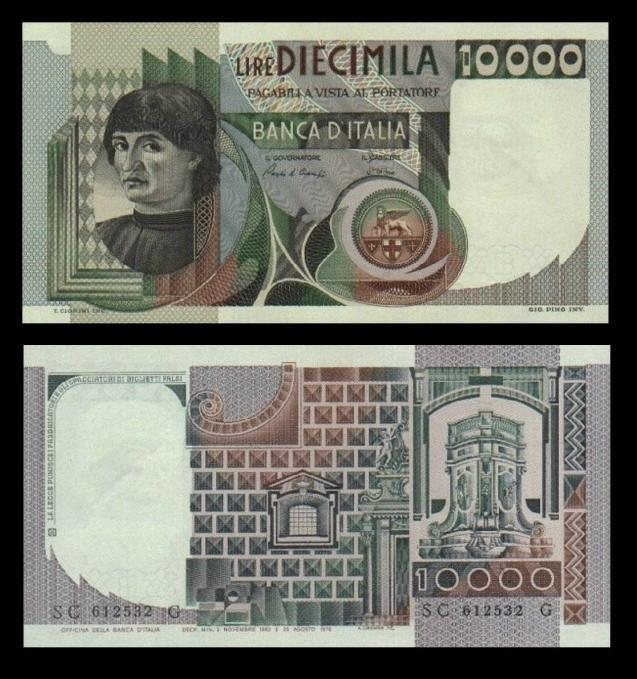
10.000 lire
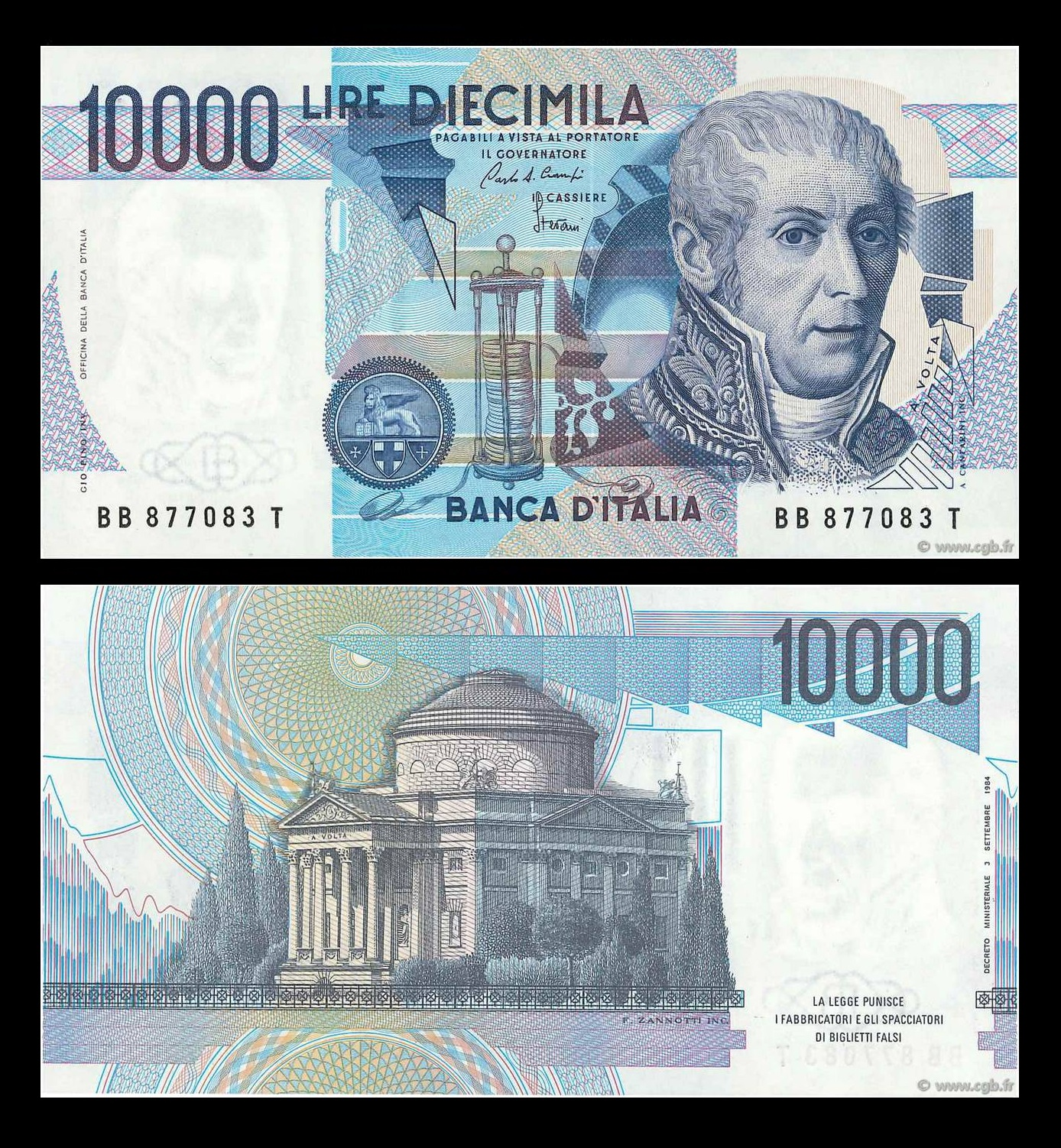
10.000 lire
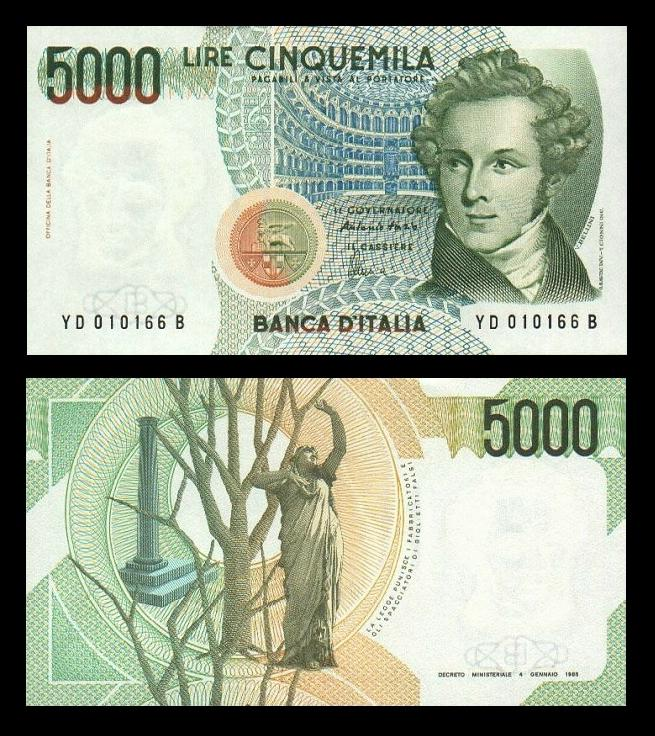
5.000 lire
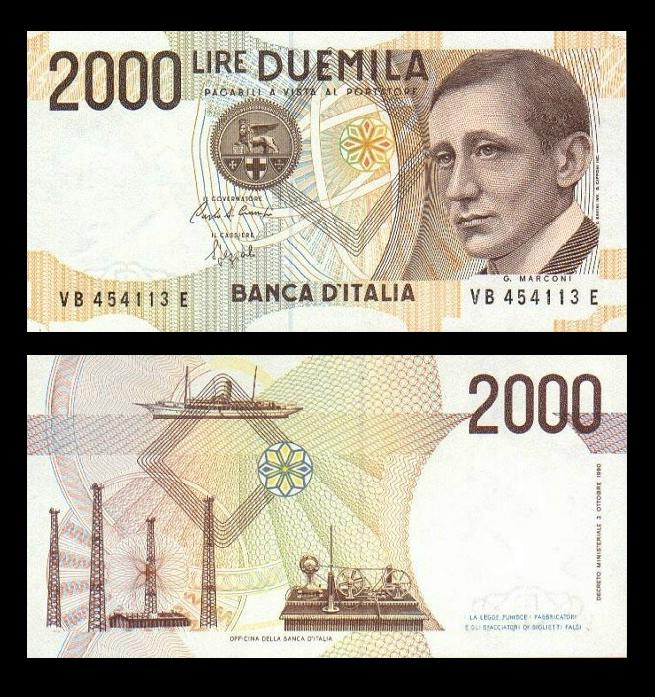
2.000 lire
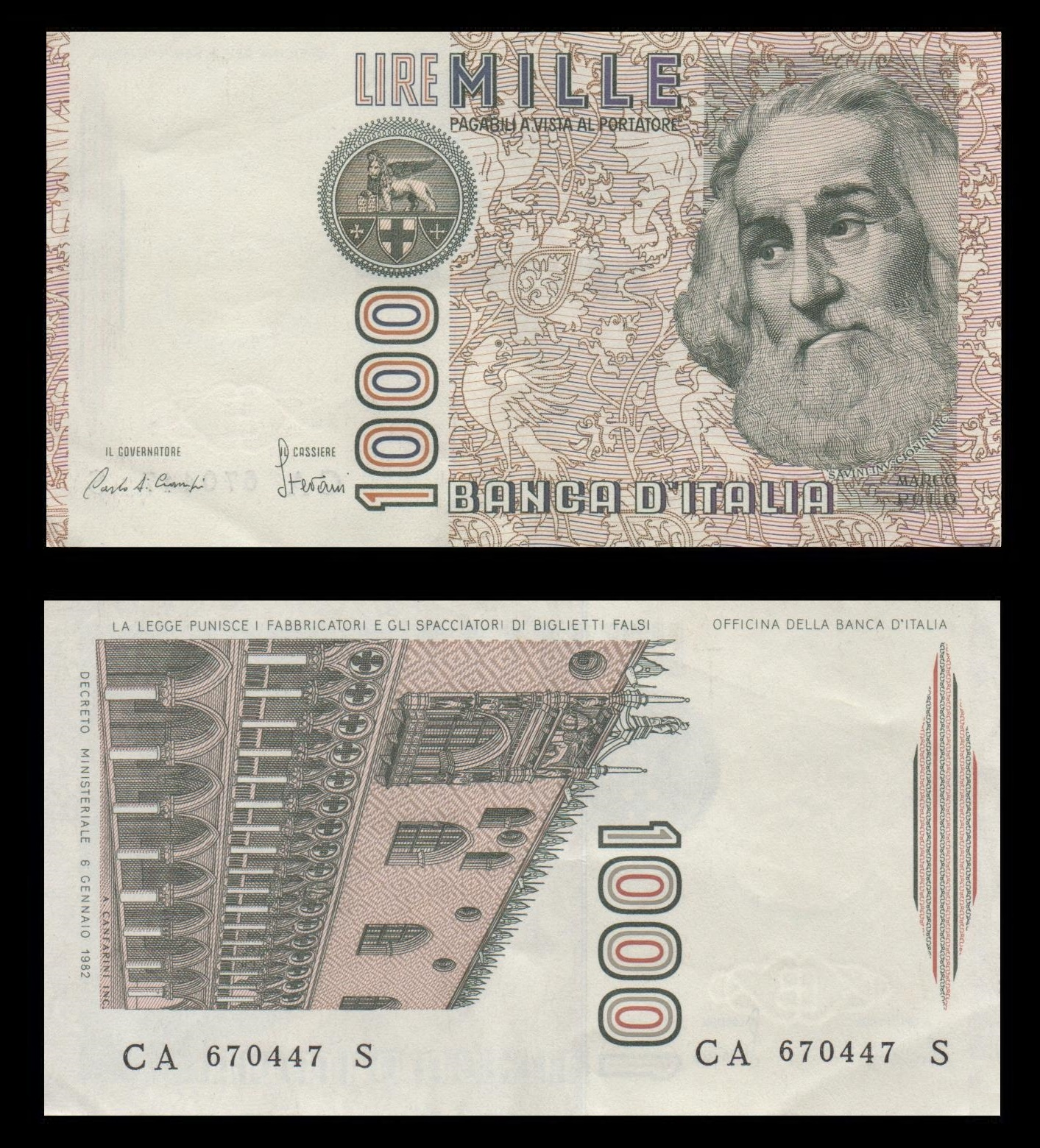
1.000 lire